# Lesley Dunlop
Lesley Dunlop es una actriz británica, más conocida por haber interpretado a Anna Kirkwall en Where the Heart Is y a Brenda Walker en la serie Emmerdale Farm.

## Biografía
Es hija del escritor Pat Dunlop y Marian Dunlop, quien murió de leucemia a los 68 años.
A los 21 años comenzó a salir con actor inglés Christopher Guard, con quien tuvo dos hijas: la diseñadora de libros para niños Rosie Guard y la actriz Daisy Dunlop; sin embargo después de dieciocho años juntos la pareja se separó. Salió por cuatro años con el actor Paul Bown, pero la pareja terminó. Más tarde comenzó a salir con el camarógrafo Jeremy Hiles, pero la relación también terminó. Desde 2008 sale con el actor Chris Chittell.

## Carrera
En 1975 interpretó a la enfermera Ruth Fullman en la primera temporada de la serie Angels; en 1982 apareció nuevamente en la serie interpretando a Doreen Keaton en dos episodios. Apareció en un comercial junto a Oona Kirsch para Kleenex a finales de la década de 1980. Apareció en la película The Elephant Man, donde interpretó a la enfermera Nora. En 1984 interpretó a Norma en la exitosa serie de ciencia ficción Doctor Who; en 1988 apareció nuevamente interpretando a Susan Q durante tres episodios.
En 1990 se unió al elenco de la tercera temporada serie May to December, donde interpretó a Zoe Callender hasta el final de la serie el 27 de mayo de 1994. En 1997 apareció en la película Rich Deceiver, donde interpretó a Ellie Freeman. Ese mismo año se unió al elenco de la serie británica Wokenwell, donde interpretó a Lucky Whiteside hasta el final de la serie ese mismo año. En 1998 apareció como invitada en un episodio de la serie policíaca The Bill, donde dio vida a Veronica Tate.
En 2000 se unió al elenco de la serie Where the Heart Is, donde interpretó a la enfermera Anna Kirkwall hasta el final de la serie en 2006. El 2 de abril de 2008, se unió al elenco de la exitosa serie británica Emmerdale Farm, donde interpreta a Brenda Walker-Hope hasta ahora.

## Filmografía

### Series de televisión
| Año             | Título                                       | Personaje           | Notas                                           |
| --------------- | -------------------------------------------- | ------------------- | ----------------------------------------------- |
| 2008 - presente | Emmerdale Farm                               | Brenda Walker       | 723 episodios                                   |
| 2007            | Casualty                                     | Angela Hartshorne   | episodio "Finding the Words"                    |
| 2000 - 2006     | Where the Heart Is                           | Anna Kirkwall       | 74 episodios                                    |
| 2003            | My Uncle Silas                               | Connie Tilly        | episodio "Finger Wet, Finger Dry"               |
| 1999            | Peak Practice                                | Sally Freeman       | episodio "Change of Life"                       |
| 1999            | Pure Wickedness                              | Mo Healy            | -                                               |
| 1998            | The Bill                                     | Veronica Tate       | episodio "The Rate for the Job"                 |
| 1998            | Hetty Wainthropp Investigates                | Moira Pridewell     | episodio "Something to Treasure"                |
| 1997            | The Phoenix and the Carpet                   | Eliza               | minsierie                                       |
| 1997            | Wokenwell                                    | Lucky Whiteside     | 6 episodios                                     |
| 1996            | Silent Witness                               | Marion Wallace      | 2 episodios                                     |
| 1990 - 1994     | May to December                              | Zoe Callender       | 26 episodios                                    |
| 1990            | Boon                                         | Geraldine Watters   | episodio "Bully Boys"                           |
| 1989            | Capstick's Law                               | Sarah Harger        | 6 episodios                                     |
| 1988            | Screen Two                                   | -                   | episodio "Stanley Spencer"                      |
| 1984            | Doctor Who                                   | Norma               | 4 episodios                                     |
| 1984            | Hammer House of Mystery and Suspense         | Sarah Kimble        | episodio "A Distant Scream"                     |
| 1982            | In Loving Memory                             | Mary Pardoe         | episodio "Special: God Rest Ye Merry Gentlemen" |
| 1982            | Something in Disguise                        | Jennifer Cole       | 2 episodios                                     |
| 1981            | Smuggler                                     | Sarah Morton        | 13 episodios                                    |
| 1980            | Leap in the Dark                             | Pauline             | episodio "The Living Grave"                     |
| 1979            | Penmarric                                    | Clarissa            | 4 episodios                                     |
| 1979            | Dick Turpin                                  | Kate Doyle          | episodio "The Capture"                          |
| 1978            | Play for Today                               | Jan                 | episodio "Red Shift"                            |
| 1977            | The Onedin Line                              | Maritza Rydze       | episodio "A Hard Life"                          |
| 1975            | Murder Most English: A Flaxborough Chronicle | Eileen              | 2 episodios                                     |
| 1977            | Jubilee                                      | -                   | episodio "The White Elephant"                   |
| 1976            | The Sweeney                                  | Eileen Shaw         | episodio "Taste of Fear"                        |
| 1976            | Our Mutual Friend                            | Lizzie Hexam        | 7 episodios - miniserie                         |
| 1976            | Shades of Greene                             | Hija                | episodio "A Drive in the Country"               |
| 1975            | Angels                                       | Ruth Fullman        | 10 episodios                                    |
| 1975            | My Brother's Keeper                          | Gwen                | 2 episodios                                     |
| 1974            | South Riding                                 | Lydia Holley        | 13 episodios                                    |
| 1974            | Softly Softly: Task Force                    | Gloria Jessop       | episodio "Paperwork"                            |
| 1974            | The Adventures of Black Beauty               | Dolly               | episodio "A Long Hard Run"                      |
| 1973            | Oranges & Lemons                             | Ada                 | episodio "The Trigger"                          |
| 1973            | ITV Saturday Night Theatre                   | Ann Griffin         | episodio "It Only Hurts for a Minute"           |
| 1973            | Crown Court                                  | Sarah Abbs          | 3 episodios                                     |
| 1973            | A Little Princess                            | Ermengarde St. John | 6 episodios                                     |

### Películas
| Año  | Título                    | Personaje             | Notas                                                                                 |
| ---- | ------------------------- | --------------------- | ------------------------------------------------------------------------------------- |
| 2003 | My Uncle Silas II         | Connie Tilley         | junto a Albert Finney, Sue Johnston, Joe Prospero & Harriet Walter                    |
| 2002 | Aka Albert Walker         | Jean Crowley          | junto a John Gordon Sinclair, Alan Scarfe, Sarah Manninen & Barnaby Kay               |
| 1998 | Tess of the D'Urbervilles | Joan Durbeyfield      | junto a Justine Waddell, Jason Flemyng, Oliver Milburn & John McEnery                 |
| 1997 | Rich Deceiver             | Ellie Freeman         | junto a John McArdle & Sean Gilder                                                    |
| 1986 | Season's Greetings        | Pattie                | junto a Peter Vaughan, Geoffrey Palmer & Barbara Flynn                                |
| 1985 | Thirteen at Dinner        | Alice Bennett         | junto a Peter Ustinov, Faye Dunaway, David Suchet & Bill Nighy                        |
| 1985 | Florence Nightingale      | Joanne                | junto a Jaclyn Smith, Timothy Dalton, Claire Bloom, Timothy West & Stephan Chase      |
| 1983 | Waters of the Moon        | Evelyn Daly           | junto a Penelope Keith, Virginia McKenna, Ronald Pickup, Joan Sims & Richard Vernon   |
| 1982 | Deadly Game               | Nicole                | junto a George Segal, Trevor Howard & Robert Morley                                   |
| 1981 | The Monster Club          | Luna                  | junto a Barbara Kellerman, Britt Ekland, Simon Ward & Anthony Valentine               |
| 1980 | The Elephant Man          | Nora                  | junto a Anthony Hopkins, John Hurt & Anne Bancroft                                    |
| 1979 | Tess                      | Mujer en el Gallinero | junto a Nastassja Kinski, Peter Firth & Tom Chadbon                                   |
| 1977 | A Little Night Music      | Petra                 | junto a Elizabeth Taylor, Diana Rigg, Len Cariou, Lesley-Anne Down & Hermione Gingold |
| 1977 | Heydays Hotel             | -                     | junto a Tenniel Evans, Nigel Havers, Linda Hayden & Anne Reid                         |
| 1974 | The Gathering Storm       | Mary Churchill        | junto a Richard Burton, Virginia McKenna, Robert Hardy & Ian Bannen                   |
| 1974 | Haunted: The Ferryman     | Jill Attingham        | junto a Jeremy Brett, Natasha Parry & Geoffrey Chater                                 |
| 1973 | The Sea Children          | Pat                   | corto - junto a Simon Fisher-Turner, Perry Balfour, Stephen Garlick & Earl Younger    |

### Apariciones
| Año  | Programa                 | Notas          |
| ---- | ------------------------ | -------------- |
| 2009 | All Star Family Fortunes | episodio # 4.8 |